# Assistant familial

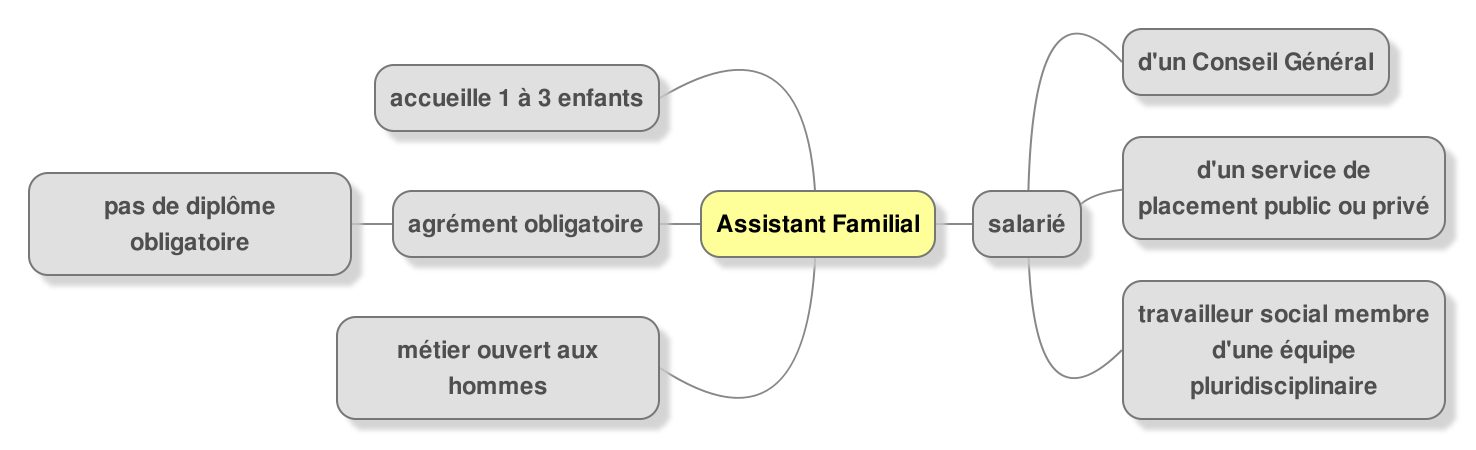
La formation en pratiques

L'assistant familial est une profession définie et réglementée en France, souvent désignée sous le terme de famille d'accueil.
C'est l'activité d'accueil et d'hébergement de mineurs placés dans le cadre de l'aide sociale à l'enfance.
Ce mode d'accueil existe conjointement avec l'accueil dans un foyer d'enfants, c'est-à-dire en structure collective.

## Explications
Il consiste à accueillir à son domicile (décret du 14 mars 2006) des jeunes, au nombre de trois maximum et ayant 21 ans pour les plus âgés, afin de veiller à leurs besoins fondamentaux, assurer leur accompagnement éducatif et le maintien des liens avec la famille naturelle, au sein d'une équipe pluridisciplinaire. Un agrément, préalable obligatoire à l'embauche, est délivré par les services de la Protection Maternelle et Infantile (PMI).
Malgré une tendance récente au recrutement d'hommes, la profession reste essentiellement exercée par des femmes, âgées en moyenne de 40 ans et plus. Un rapport de l'Inspection Général des Affaires Sociales (IGAS) précise que l’accueil familial concerne « plus de 70 000 enfants confiés [...et] repose sur environ 50 000 assistants familiaux » (IGAS, 2013). Ces professionnels sont très majoritairement « employés par les services Aide Sociale à l’Enfance (ASE) des Conseils Généraux. Ils peuvent aussi être salariés de services de placement familial publics ou privés (souvent des associations) » (Paris, 2015).

### Professionnalisation des Assistants Familiaux
Les réformes législatives successives ont visé une sécurisation d'un métier estimé précaire, ainsi qu'une professionnalisation des pratiques de l'accueil familial et une réelle inscription de ces professionnels dans le travail des équipes pluridisciplinaires de placement. 

### L'impact de la législation
Même si l'histoire de cette profession a débuté il y a plusieurs siècles, la naissance du statut à commencé en 1977 puis au travers de la loi de 1992, puis la loi 2005-706 du 27 juin 2005 suivie de l’arrêté du 14 mars 2006 (Légifrance, 2015) « ont formalisé l’évolution du statut, du rôle et des compétences des praticiens qu’on appelle communément « les familles d’accueil » (Paris, 2015). -source ufnafaam-

### La formation des Assistants Familiaux
Depuis la loi 2005, les Assistants Familiaux effectuent un stage de 60 heures avant tout premier accueil d'enfant ou de jeune. Puis, dans les 3 ans qui suivent leur embauche par un service de placement, ils suivent une formation théorique de 240 heures (en moyenne 2 jours par mois durant 18 mois).

### La certification des Assistants Familiaux
Aucun diplôme n'est nécessaire pour exercer le métier. Au terme des 240 heures de formation théorique, les Assistants Familiaux peuvent toutefois se présenter aux épreuves du Diplôme d'État Assistant Familial (DEAF) de niveau V. Une fois diplômés, les titulaires sont exonérés du renouvellement d'agrément, prévu tous les 5 ans pour les non-diplômés.